# Lagoa do Canário
Lagoa do Canário (portugiesisch „See des Kanarienvogels“) ist ein See im Kreis Ponta Delgada auf der Azoren-Insel São Miguel in Portugal. Der See liegt am Rande der Serra Devassa auf 745 m Höhe über dem Meeresspiegel und ist 2 ha groß und bis zu 3 m tief. Sein Wasser ist eutroph.